# Victoria cruziana
Victoria cruziana là một loài thực vật có hoa trong họ Nymphaeaceae. Loài này được Charles Henry Dessalines d'Orbigny miêu tả khoa học đầu tiên năm 1840.